# 光绪演讲

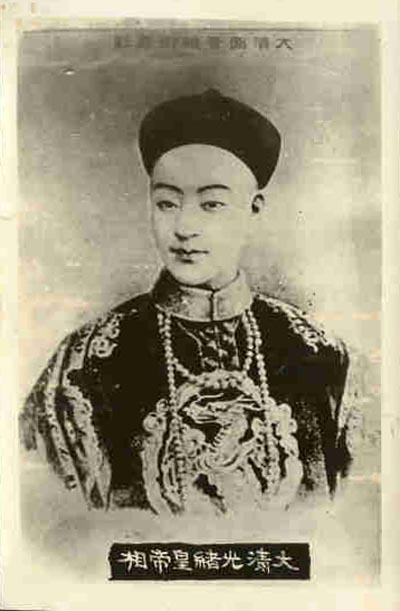
光绪皇帝画像

光绪演讲，是一篇假托清朝光绪帝于清光绪十七年（公元1891年）九月二十一日在京师大学堂（今北京大学）发表的演讲所撰写的网络文章。

## 内容
文章开头，光绪帝决定出席刚刚创办的京师大学堂的开学典礼，并向师生发表讲话。文中光绪帝使用现代白话文进行演讲，在讲话中，光绪帝抨击了中国传统文化的弊端，同时谈到“心中之贼”，并鼓励在场人士能够“破除我们心中之贼，以国家强盛为己任，不骄狂，不自卑，正视现实，发愤图强”。

## 事实
事实上，该文改编自“面条2008”创作的网络小说《一个人的甲午》，文中“王长益自尽”的情节，来自小说第二卷里的第21章“无耻莫过于无知”；至于其他关于光绪帝演讲的经过细节，都是该卷第24章“心中之贼”的内容。
另外，文章称光绪帝于光绪十七年九月二十一日出席了京师大学堂开学典礼，然而京师大学堂创建日期为光绪二十四年十一月十九日（公元1898年12月31日），此时光绪帝已被慈禧太后软禁，不可能出席开学典礼，与史实不符。

## 影响
《杭州日报》在2012年8月25日第10版“西湖副刊”中曾大幅刊登该文章。之后该文在包括微信朋友圈在内的社交平台中大量传播。而当时便有人对该文提出质疑。
2015年9月4日晚上9点30分，北京师范大学教授于丹在个人微博转载了这份“光绪讲话”以鼓励新生，结果引发网民嘲讽，有网民戏称“上次被大规模辟谣的时候，北京房价还只有1万多”。此事也引发了部分人对文科学界现状的担忧。面对质疑，于丹并未做出回应，而是删除微博，并关闭了评论。
也有部分舆论认为，文章虽属虚构，但其中内容值得肯定，让人深思。
事后有记者采访了“面条2008”，然而他并不愿针对此事对媒体发表看法，只是通过QQ表示：“不愿意过多参与这些风头，跟政治沾边太危险。”